# Kunčice pod Ondřejníkem
Kunčice pod Ondřejníkem település Csehországban, a Frýdek-místeki járásban. Kunčice pod Ondřejníkem Frenštát pod Radhoštěm, Tichá, Trojanovice, Pstruží, Čeladná és Kozlovice településekkel határos. Lakosainak száma 2451 fő (2024. január 1.).

## Népesség
A település lakosságának változását az alábbi diagram mutatja:
| Lakosok száma | 1549 | 1588 | 1894 | 2353 | 1982 | 2125 | 2299 | 2375 | 2321 | 2451 |
|               | 1869 | 1900 | 1921 | 1961 | 1980 | 2011 | 2016 | 2019 | 2021 | 2024 |